# Xian H-6
Die Xian H-6 (chinesisch 轟-6 / 轰-6, Pinyin Hōng-6 – „Bomber-6“) ist eine in China in Lizenz gebaute Version des sowjetischen Bombers Tu-16.
Im Jahre 1959 lieferte die Sowjetunion die ersten beiden Tu-16-Bausätze an China, wo sie im Flugzeugwerk Harbin (哈尔滨飞机厂,  Hā'ěrbīn fēijīchǎng, auch bekannt als „Fabrik 122“ der heutigen Harbin Aircraft Industry Group) zusammengebaut und im September 1959 erstmals geflogen wurden. Nach der Verschlechterung der Beziehungen zwischen China und der Sowjetunion kam die Lizenzproduktion durch die Xian Aircraft Company nur zögerlich voran, erst am 24. Dezember 1968 startete die H-6A zu ihrem Erstflug. Ein Jahr später begann die Serienproduktion dieser ersten, gegenüber der Tu-16 modifizierten Version, wobei mindestens 120 Maschinen gebaut wurden.

## Varianten
- Xian H-6: Tu-16-Bausätze. Eine der beiden Maschinen warf am 14. Mai 1965 Chinas zweite Atombombe über Lop Nor ab.[1]
- Xian H-6A: Bomber mit Atombomben
- Xian H-6C: H-6A mit verbesserter ECM-Ausrüstung
- Xian H-6D (H-6-IV): Bomber mit Luft-Schiff-Raketen, bewaffnet mit zwei YJ-6 (C-601/CAS-1 Kraken – luftgestützte Version der Silkworm-Rakete), später durch Überschallraketen (zwei C-301 oder vier C-101) ersetzt. Eine verbesserte Variante, die vier YJ-8-(C-801)-Raketen tragen soll, befindet sich zurzeit in der Entwicklung.
- Xian H-6E: Strategischer Atombomber, eingeführt in den 1980er-Jahren.
- Xian H-6F: Kampfwertsteigerung der H-6A und H-6C aus den 1990er-Jahren. Neues Navigationssystem, GNSS und Doppler-Radar.
- Xian H-6H: Raketenträgerversion, Ende der 1990er-Jahre entwickelt, bewaffnet mit zwei KD-63-Marschflugkörpern. Erster erfolgreicher Test 2002, im Einsatz seit 2004/2005.
- Xian H-6DU: Tanker, umgebaut aus H-6D.
- Xian H-6M: Raketenträgerversion ohne internen Bombenschacht (zur Gewichtseinsparung von 400 kg) zum Einsatz von bis zu vier Luft-Schiff-Marschflugkörpern YJ-83 (C-802) oder der luftgestützten Variante des YJ-62-(C-602)-Luft-Schiff-Marschflugkörpers großer Reichweite (mit Geländefolgeflugradar bei niedriger Flughöhe). In Produktion seit 2006.
- Xian HY-6: Die als Hongzhaji You (Luftbetankungsflugzeug) bezeichnete Variante ist mit zwei demontierbaren Betankungswinden an Unterflügelstationen ausgestattet. Im Bedarfsfall können diese demontiert werden und Marschflugkörper getragen und gestartet werden.
- Xian HY-6U: reine Tankervariante ohne Heckbewaffnung und Zielradar
- Xian HY-6D: modernisierte Tankervariante, basierend auf der H-6D, bei der die Glaskanzel wie bei der H-6K durch ein Radom ersetzt wurde. Dank Beibehaltung der Heckkanzel und der Waffensysteme kann sie rasch als Bomber rekonfiguriert werden.
- Xian HY-6DU: reine Tankervariante, basierend auf der HY-6D, bei der die Heckbewaffnung und das Zielradar entfielen
- Xian H-6 Schijan Tsche: Triebwerkserprobungsträger

### H-6K
- Xian H-6K: tiefgreifend modernisierte Variante als strategischer Bomber ab 2009. Der Rumpf wurde statt aus Aluminium aus Verbundwerkstoffen gefertigt und im Bug die verglaste Navigatorenkanzel durch ein leistungsfähiges Radar für Navigation/Terrainfolgeradar/Feuerleitung ersetzt; hinzu kamen Schleudersitze für die vier Besatzungsmitglieder, vergrößerte Lufteinläufe für die stärkeren Saturn-D-30KP-2-Triebwerke; die Heckkanonen entfielen und wurden durch elektronische-Gegenmaßnahmen-Systeme ersetzt; weiterhin Ersatz der Avionik durch ein modernes Glascockpit, Forward Looking Infrared, Wegfall des Bombenschachtes durch den Einbau eines großen Treibstofftanks und Erweiterung der Außenlaststationen auf sechs Stück (für jeweils einen Marschflugkörper DongHai 10). Zum ersten Mal verfügt China über einen Bomber, der US-Stützpunkte in ganz Ostasien (bis einschließlich Guam) effektiv angreifen könnte.
- Xian H-6J: Marineversion zum Einsatz von Anti-Schiffs-Marschflugkörpern YJ-12[2]
- Xian H-6N: Version mit stark vergrößerter Reichweite, Luftbetankungsfähigkeit und Vorrichtung zum Einsatz einer Drohne oder einer ballistischen Rakete, 2019 erstmals öffentlich vorgestellt

## Bewaffnung

### Rohrbewaffnung zur Selbstverteidigung
Die H-6 ist je nach Version analog der Tu-16 mit bis zu sieben 23-mm-Maschinenkanonen Afanasjew-Makarow AM-23 bewaffnet. Jeweils zwei davon befinden sich in einer Hecklafette im Heckstand sowie in den beiden abgeflachten ferngelenkten Waffentürmen auf dem Rumpf hinter dem Cockpit und unter dem Rumpf vor dem Hecksporn. Diese Maschinenkanonen können entweder vom Radar am Heckstand oder manuell durch die Schützen gelenkt werden. Dem Bordschützen für den unteren Waffenturm stehen zwei seitliche Beobachtungskuppeln am Rumpfheck zur Verfügung. Der Bordschütze für den oberen Waffenturm sitzt entgegen der Flugrichtung hinter den Piloten und kann seinen Schießbereich durch eine Beobachtungskuppel vor dem Waffenturm einsehen. Eine siebte Bordkanone ist bei einigen Badger-Versionen starr in Flugrichtung auf der rechten Seite der Bugkanzel eingebaut und wird vom Piloten bedient.
- 1 × 23-mm-Maschinenkanone Afanasjew-Makarow AM-23 mit 200 Schuss Munition
- 1 × Zwillingslafette in Drehkuppelturm 9-A-036 mit je 2 × 23-mm-Maschinenkanonen-Afanasjew-Makarow AM-23 mit je 225 Schuss Munition im Heckstand. Die Steuerung erfolgte durch den Heckschützen aus seiner Druckkabine mittels des „Bee Hind“-Feuerleitradars.
- 2 × Zwillingslafette in drehbaren Waffentürmen mit je 2 × 23-mm-Maschinenkanonen-Afanasjew-Makarow AM-23 mit je 200 Schuss Munition unter und über dem Rumpf

### Luft-Boden-Lenkflugkörper
- 2 × Hongdu C-101 (FL-2 oder HY-3) – Seezielflugkörper

Länge: 5,8 m, Durchmesser: ? m, Flügelspannweite: 1,2 m, Startmasse: 1850 kg (300 kg Gefechtskopf), Geschwindigkeit: 2 Mach, Flughöhe: 5–50 m, Reichweite: 45 km, Steuerung: Trägheitsnavigation + Endanflugradar
- 2 × Hongdu Aviation Industry Corporation C-301 (HY-3) – Seezielflugkörper

Länge: 9,85 m, Durchmesser: 0,76 m, Flügelspannweite: 2,24 m, Startmasse: 3400 kg (300–500 kg Gefechtskopf), Geschwindigkeit: >2 Mach, Flughöhe: 50 m, Reichweite: 130 km, Steuerung: Trägheitsnavigation + Endanflugradar
- 2 × C-601 (CAS-1 „Kraken“ / YJ-6 / SS-N-2 Styx) – Seezielflugkörper

Länge: 7,1 m, Durchmesser: 0,76 m, Flügelspannweite: 2,4 m, Startmasse: 2440 kg (513 kg Gefechtskopf), Geschwindigkeit: 0,9 Mach, Flughöhe: 50–200 m, Reichweite: 95 km, Steuerung: Trägheitsnavigation + Endanflugradar
- 2 × C-611 „Kraken“ / YJ-61 (Seezielflugkörper nur H-6D)

Länge: 7,38 m, Durchmesser: 0,76 m, Flügelspannweite: 2,4 m, Startmasse: 2440 kg (513 kg Gefechtskopf), Geschwindigkeit: 0,9 Mach, Flughöhe: 50–200 m, Reichweite: 180 km, Steuerung: Trägheitsnavigation + Endanflugradar
- 2 × C-801 / YJ-81 – Seezielflugkörper

Länge: 4,5 m, Durchmesser: 0,36 m, Flügelspannweite: 1,18 m, Startmasse: ~800 kg (165 kg Gefechtskopf), Geschwindigkeit: 0,9 Mach, Flughöhe: 5–30 m, Reichweite: 10–50 km, Steuerung: Trägheitsnavigation + Endanflugradar (verbesserte Versionen C-801A mit 80 km Reichweite)
- 6 × China Haiying Electromechanical Technology Academy KD-88 (KongDi-88) C-802
- 2–7 × DH-10 / CJ-10K „Chang Jian“ – Marschflugkörper (nur H-6M/K)
- 2 × Casi YJ-62 (C-602) – Marschflugkörper
- 2 × KD-63 (nur H-6H) – Marschflugkörper gegen Schiffsziele
- 6 × DongHai 10 (CJ-20/KD-20) – Langstrecken-Marschflugkörper (2000 km Reichweite, konventioneller oder atomarer Sprengkopf), können vom H-6K an den sechs Außenlaststationen getragen werden.[3]

## Stationierung
Diese Flugzeuge sind unter anderem auf der chinesischen Basis des strategischen Bomberkommandos Wugong in der Nähe der Stadt Xi’an (Provinz Shaanxi, China) stationiert.

## Technische Daten
| Kenngröße             | H-6 | H-6K                                                       |
| --------------------- | --- | ---------------------------------------------------------- |
| Besatzung             | 6 | 4                                                          |
| Länge                 | 34,8 m | 34,80 m                                                    |
| Spannweite            | 34,2 m | 33 m                                                       |
| Höhe                  | 9,85 m | 10,36 m                                                    |
| Flügelfläche          | 167,55 m² | 165 m²                                                     |
| Flügelstreckung       | 7,0 | 6,6                                                        |
| Leermasse             | 37.900 kg | 37.230 kg                                                  |
| max. Startmasse       | 75.800 kg | 79.000 kg                                                  |
| Höchstgeschwindigkeit | 1050 km/h | 1050 km/h                                                  |
| Dienstgipfelhöhe      | 13.100 m | 12.800 m                                                   |
| Reichweite            | 6000 km | 6000 km                                                    |
| Triebwerke            | 2 Turbojet-Triebwerke Wopen WP8 mit je 93 kN Schub                                                                                         | 2 Turbofan-Triebwerke Solowjow D-30KP2 mit je 117 kN Schub |
| Bewaffnung            | sieben 23-mm-Kanonen (eine fixierte, zwei in jedem Heckgefechtsstand, zwei Barbetten) bis zu 9000 kg abwerfbare interne und externe Ladung | 6 Unterflügelstationen für Marschflugkörper                |